# Cantone di Condé-sur-Vire
Il Cantone di Condé-sur-Vire è una divisione amministrativa dell'Arrondissement di Saint-Lô.
È stato costituito a seguito della riforma approvata con decreto del 25 febbraio 2014, che ha avuto attuazione dopo le elezioni dipartimentali del 2015.

## Composizione
Comprende i seguenti 29 comuni:
- Beaucoudray
- Beuvrigny
- Biéville
- Brectouville
- Chevry
- Condé-sur-Vire
- Domjean
- Fervaches
- Fourneaux
- Giéville
- Gouvets
- Guilberville
- Lamberville
- Le Mesnil-Opac
- Le Mesnil-Raoult
- Montrabot
- Moyon
- Le Perron
- Placy-Montaigu
- Précorbin
- Rouxeville
- Saint-Amand
- Saint-Jean-des-Baisants
- Saint-Louet-sur-Vire
- Saint-Vigor-des-Monts
- Tessy-sur-Vire
- Torigni-sur-Vire
- Troisgots
- Vidouville